# Bayard (Nebraska)
Bayard ist eine Stadt im Morrill County im US-Bundesstaat Nebraska.

## Demografie
Laut United States Census 2020 hat Bayard 1140 Einwohner.

## Lage
Bayard liegt im Westen des Morrill County etwa 25 Kilometer südöstlich von Scottsbluff am U.S. Highway 26. Das bekannteste Kennzeichen der Stadt ist der Chimney Rock, der seit 1956 als National Historic Site ausgewiesen ist und den frühen Siedlern bei der Landnahme in den Vereinigten Staaten als Orientierungspunkt diente.

## Geschichte
Bayard wurde 1888 gegründet und erhielt seinen Namen von Siedlern, die aus Bayard in Iowa stammten und den Namen auch für ihre neue Stadt haben wollten. Das zweite Geschäftsgebäude war das der „Bayard Transcript“, einer Zeitung, die bis heute veröffentlicht wird. 1900 erreichte die Burlington Railroad das Gebiet ca. eine Meile südlich von Bayard. So entstand South Bayard. Ihre Blütezeit erfuhr die Stadt zwischen 1917 und 1920 als die Great Western Sugar Company eine Fabrik errichtete. Es entstanden bis 1920 drei Banken, Hotels, zwölf Lebensmittelgeschäfte und fünf Restaurants. Heute verfügt die Stadt über eine Elementary School und eine Secondary School.